# Lomandra confertifolia
Lomandra confertifolia är en sparrisväxtart som först beskrevs av Frederick Manson Bailey, och fick sitt nu gällande namn av Fahn. Lomandra confertifolia ingår i släktet Lomandra och familjen sparrisväxter.

## Underarter
Arten delas in i följande underarter:
- L. c. confertifolia
- L. c. leptostachya
- L. c. pallida
- L. c. rubiginosa
- L. c. similis

## Bildgalleri

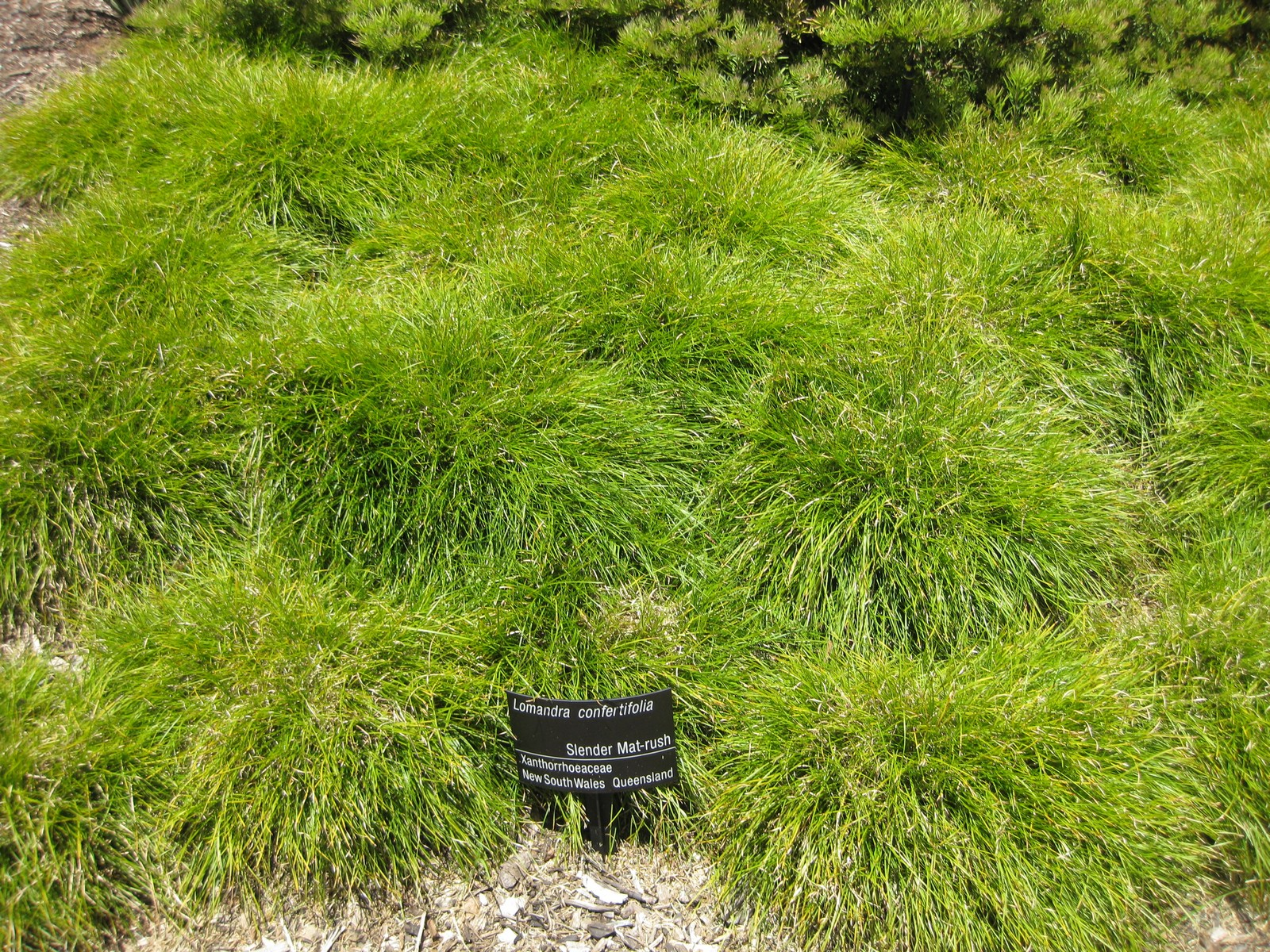
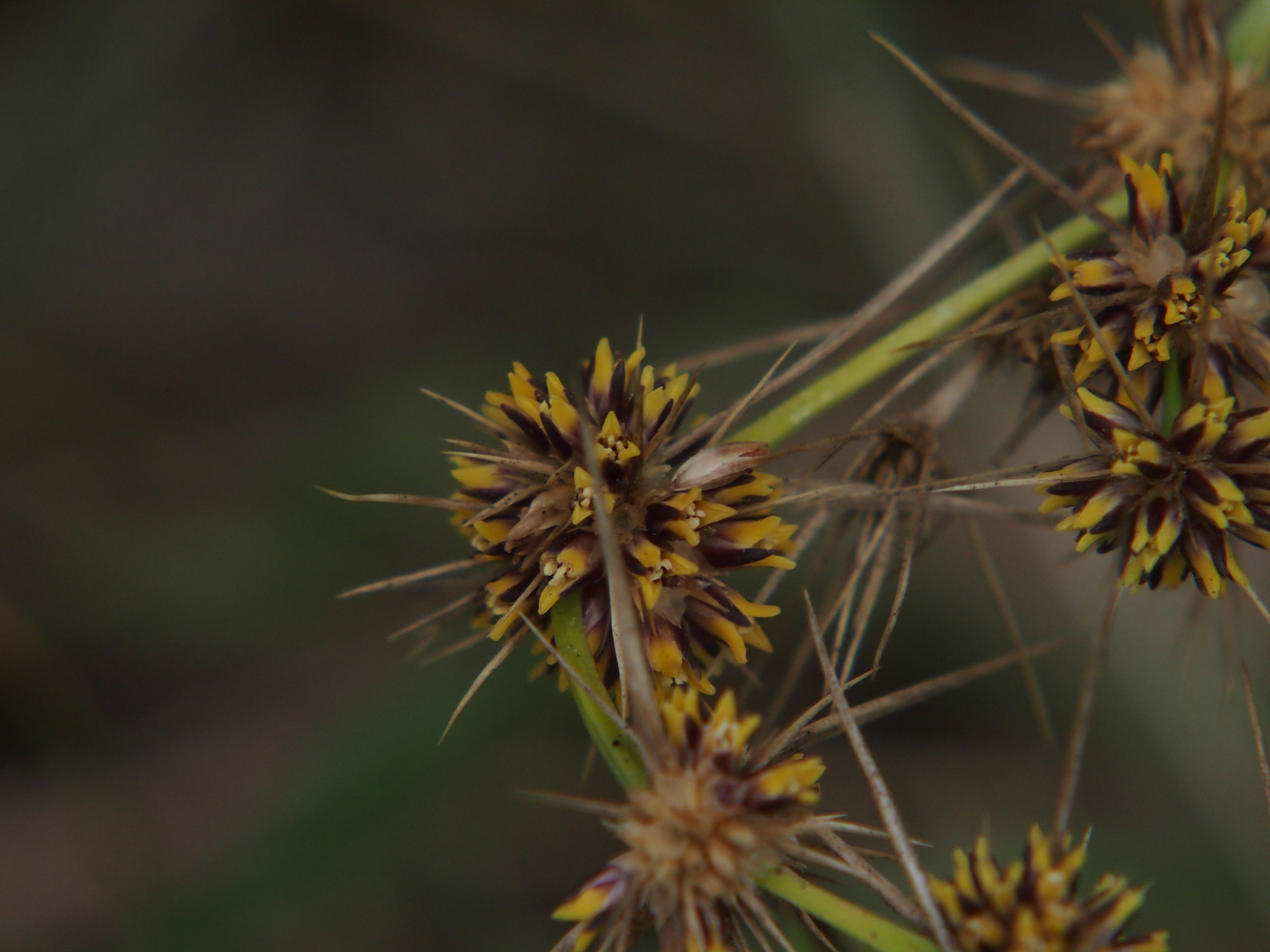
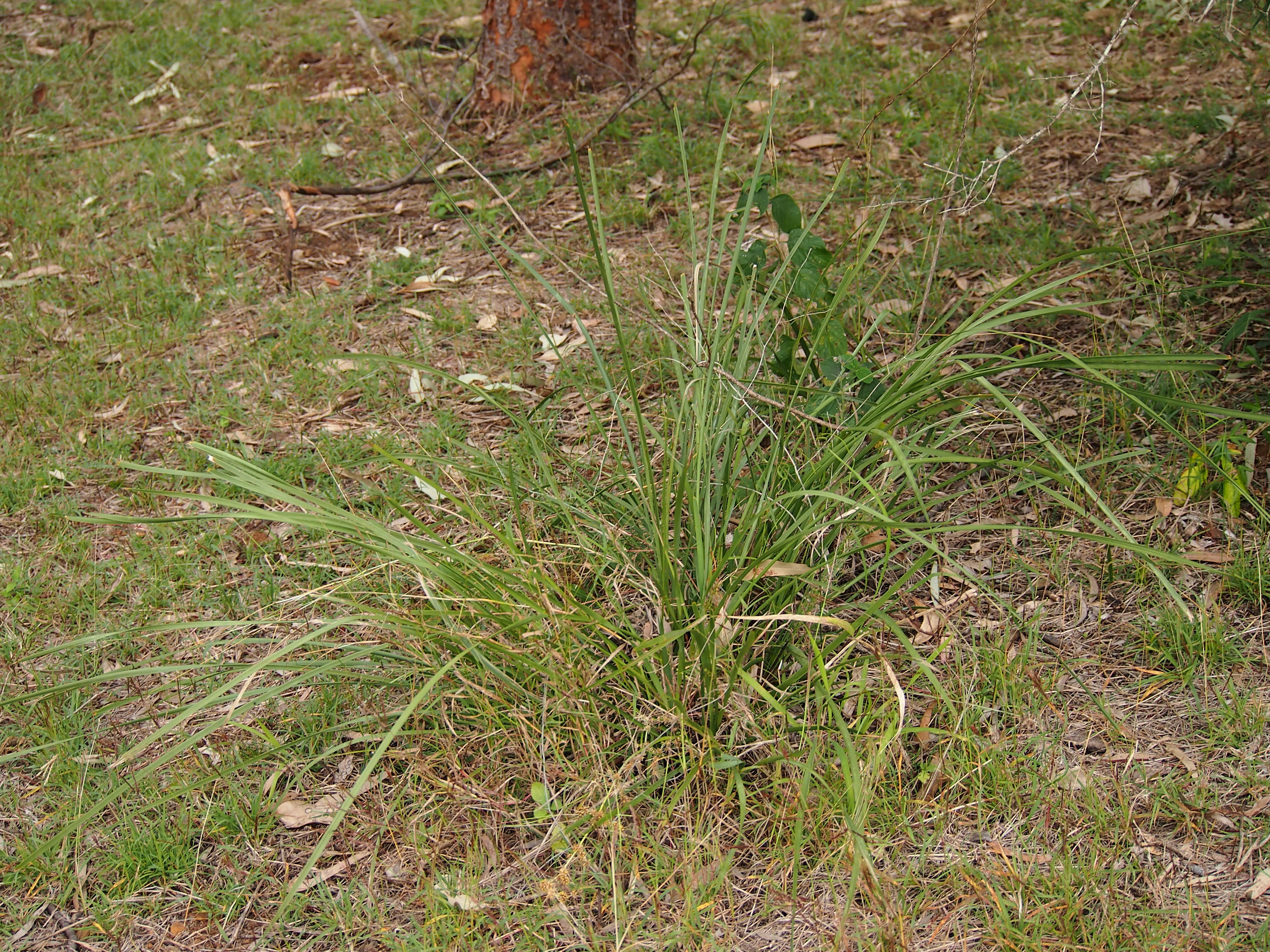
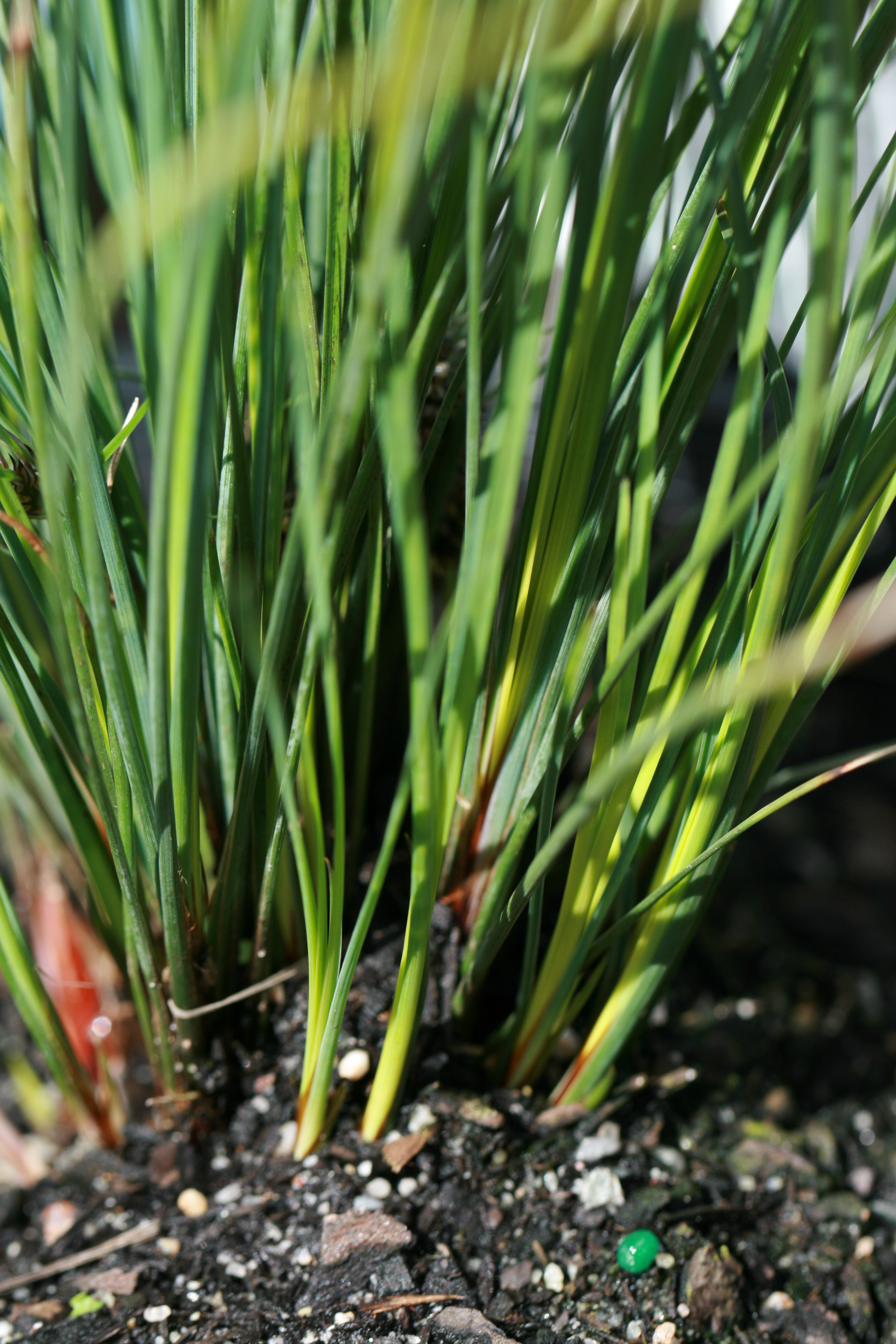